# Ноктюрни, опус 9 (Шопен)

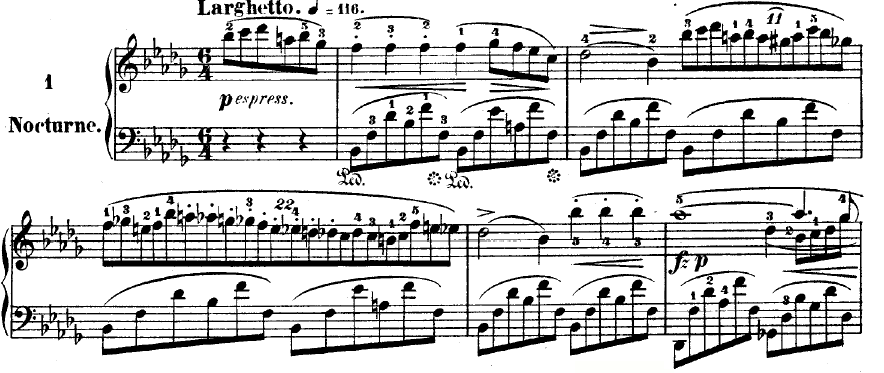
Вступні бари та головна тема № 1.

Ноктюрни, опус 9 — це цикл із трьох ноктюрнів для фортепіанного соло, написаний Фредеріком Шопеном між 1831 і 1832 роками, опублікований у 1832 році та присвячений мадам Марі Плейель. Це був перший опублікований цикл ноктюрнів Шопена. Другий ноктюрн цього твору часто вважають найвідомішим твором Шопена.

## Ноктюрн сі-бемоль мінор, опус 9, №1

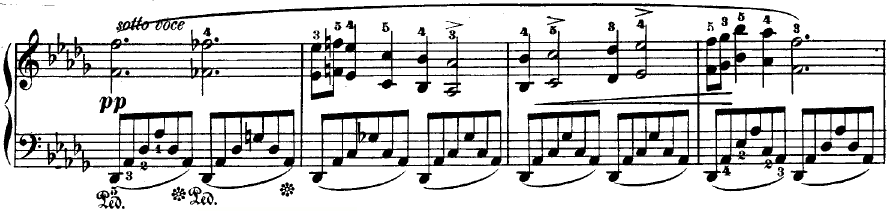
Друга тема, продовження першого ноктюрна

Один з найвідоміших ноктюрнів, цей твір вирізняється ритмічною свободою, яка стала характерною для пізньої творчості Шопена. Ліва рука протягом усього твору грає безперервну послідовність восьмих нот у простих арпеджіо, в той час як права рука рухається вільно, час від часу утворюючи поліритмію з семи, одинадцяти, двадцяти та двадцяти двох нот. Твір складається з 85 тактів і має розмір 6/4. Написаний у тричастинній формі: після головної теми у 19-му такті починається друга ема, за якою слідує модифікована версія головної теми у 70-му такті.
Середня частина написана в паралельній тональності, триває 17 тактів. З цього виростає реприза першої частини, за якою слідує пікардійська терція у кінці.

## Ноктюрн мі-бемоль мажор, опус 9, №2
Свій найвідоміший ноктюрн мі-бемоль мажор, опус 9, № 2 Шопен створив, коли йому було близько двадцяти років. Цей відомий ноктюрн має просту двочастинну форму (A, A, B, A, B, A) з кодою, C. Він складається з 34 тактів і написаний у розмірі 12/8, за будовою схожий на вальс.
З кожним повторенням розділи A і B стають все більш орнаментованими. Передостанній такт використовує передбачає ритмічну свободу, на що вказує позначення senza tempo (без темпу). Ноктюрн відкривається мелодією легато у динаміці piano (тихо), з витонченими висхідними стрибками, які стають дедалі ширшими в міру розгортання лінії. Ця мелодія звучить тричі протягом п'єси. З кожним повторенням вона урізноманітнюється мелізмами та трелями. 
Звукову основу мелодичної лінії створюють широко рознесені ноти в акомпанементі, з'єднані демпферною педаллю. Вальсоподібний акомпанемент м'яко підкреслює метр 12/8, 12-тактовий розмір, поділений на чотири групи по 3 долі в кожній.
|  |  |

### Аналіз
- John Rink "Structural momentum and closure in Chopin's Nocturne Op 9 No 2" in Schenker Studies 2 (ed. Carl Schachter, Hedi Siegel) pp102–127 Cambridge University Press, 2006, ISBN 0-521-02832-9, ISBN 978-0-521-02832-5.
- Jean-Jacques Eigeldinger "Nocturne op. 9/2, E flat major" in Chopin: pianist and teacher as seen by his pupils (ed. Jean-Jacques Eigeldinger, Roy Howat) pp 77–79 Cambridge University Press, 1989, ISBN 0-521-36709-3, ISBN 978-0-521-36709-7.
- Eleanor Bailie "Nocturne No. 2 in E flat major" in Chopin: a graded practical guide (Eleanor Bailie, Issue 3 of The pianist's repertoire) pp303–306 Kahn & Averill, 1998, ISBN 1-871082-67-6, ISBN 978-1-871082-67-8.

##### Поп-культура
У Тайбейському метрополітені мелодію цього ноктюрну грають на станціях лінії Соншань–Сіньдіан під час прибуття поїздів.

## Ноктюрн сі мажор, опус 9, №3

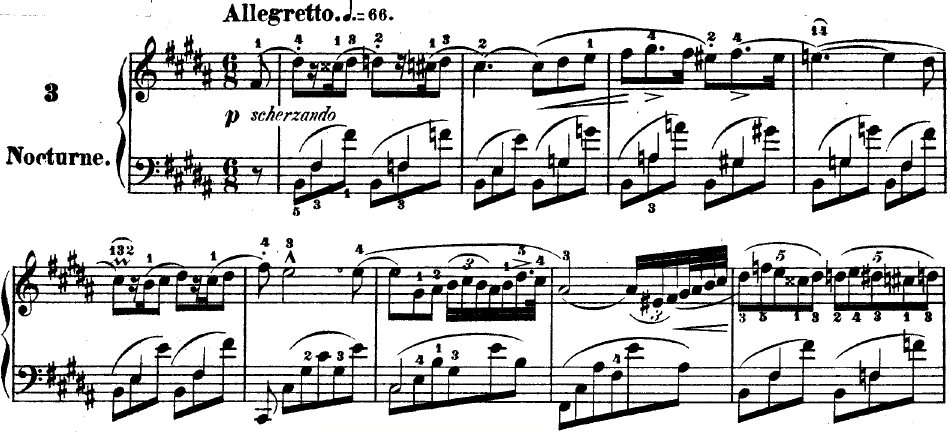
Початкові такти № 3 сі мажор.

Твір має тричастинну форму A–B–A. Перша частина - Allegretto. Головна тема хроматична, але наповнена ностальгічною енергією. Друга контрастна частина, Agitato сі мінор, дуже драматична, у правій руці мелодія поєднується з акомпонуючими акордами на слабку долю, у лівій - безперервні мелодизовані арпеджіо викладені тріольними вісімками. Твір сповнений колоратурних прикрас і завершується невеликою каденцією, схожою на Опус 9 №. 2 із широким акордом у лівій руці, у супроводі тріолей у правій у високій октаві, за яким слідує арпеджоване закінчення у сі мажорі.